# هاینا
هاینا (به آلمانی: Haina) یک شهر در آلمان است که در والدک-فرانکنبرگ واقع شده‌است.